# Janaki Ammal
Janaki Ammal, nascuda com a Edavaleth Kakkat Janaki Ammal (malaiàlam: ഇടവലത്ത് കക്കാട്ടു ജാനകി) (Tellichery, Kerala, 4 de novembre de 1897 - Chennai, Tamil Nadu, 15 de febrer de 1984) va ser una ser una botànica i citòloga vegetal índia, que va fer importants contribucions a la genètica, l'evolució, la fitogeografia i l'etnobotànica.
El seu treball científic més notable tracta sobre la canya de sucre i l'albergínia. Va recopilar plantes variades de valor pel seu ús mèdic i econòmic en els boscos tropicals de Kerala, a l'Índia.
Després d'acabar els estudis a la seva escola a Kerala, es traslladà al districte de Madràs per obtenir el títol de batxillerat del Queen Mary’s College, i el títol d'honor en botànica al Presidency College el 1921. Feu classes al Women Christian College (WCC) quan va obtenir la prestigiosa beca Barbour de la Universitat de Michigan, als Estats Units, on va obtenir un màster el 1925, Després d'un breu retorn a l'Índia on continuà ensenyant al Women Christian College, Ammal es traslladà novament a Michigan per continuar la seva tesi doctoral, doctorant-se el 1931. Al seu retorn a l'Índia, es va convertir en professora de botànica al Maharaja's College of Science, Trivandrum i va ensenyar allà durant entre els anys 1932 i 1934.
Entre 1934 i 1939 va treballar com a genetista a l'Institut de Reproducció de Sucarcans de Coimbatore. Després va marxar a Anglaterra i durant els anys 1940 i 1945 va treballar com a citòloga assistent a la Institució Horticultural John Innes de Londres i com a citòloga a la Royal Horticultural Society de Wisley durant entre 1945 i 1951. Convidada pel llavors primer ministre de l'Índia, Jawaharlal Nehru, va acceptar una tasca com a oficial especial per reorganitzar l'enquesta botànica de l'Índia (BSI) i va tornar a l'Índia el 1951. A partir de llavors, a més de la reorganització de la BSI, Ammal va continuar estant al servei del Govern de l'Índia en diverses missions, incloent-hi la direcció del laboratori central de botànica a Allahabad i com a oficial especial al laboratori regional d'investigació de Jammu i Caixmir. Va treballar durant un temps al Centre de Recerca Atòmica Bhabha de Trombay, i després es va establir a Madràs el novembre de 1970, treballant com a científica emèrita al Centre d'Estudi Avançat de Botànica de la Universitat de Madràs. Va viure a prop de Madràs i va treballar al laboratori de camp del Centre de Maduravoyal, fins a la seva desaparició el febrer de 1984.
Ammal va ser elegida membre de l'Acadèmia Índia de les Ciències el 1935, i de l'Acadèmia Nacional de Ciències de l'Índia el 1957. La Universitat de Michigan li va conferir un títol honorífic el 1956. El Govern de l'Índia li va conferir el Padma Sri el 1957, i el Ministeri de Medi Ambient i Forestal va instituir el 2000 el Premi Nacional de Taxonomia amb el seu nom.